# Вишневская-Шепоренко, Галина Сергеевна
Галина Сергеевна Вишневская-Шепоренко (род. 10 февраля 1994, Семипалатинск) — казахстанская биатлонистка, мастер спорта международного класса, чемпионка мира (2014, юниоры), двукратная чемпионка Азии (2014, юниоры), двукратная чемпионка Универсиады 2017 и четырёхкратная чемпионка Зимних Азиатских игр 2017 года.

## Биография
Галина Вишневская родилась в Семипалатинске 10 февраля 1994 года. До биатлона играла в футбол, биатлоном заниматься начала в 2008 году, тренер Рафаиль Мирсалимов. В 2012 году поступила в Государственный университет имени Шакарима города Семей.
Летом 2020 года вышла замуж и сменила фамилию на Вишневская-Шепоренко.
Представительница Восточно-Казахстанской области

## Юниорские и молодёжные достижения
| Год  | Место проведения | Возраст | Инд | Спр | Пр | Эст |
| ---- | ---------------- | ------- | --- | --- | -- | --- |
| 2011 | ЧМ Нове-Место    | U19     | 3   | 14  | 9  | —   |
| 2012 | ЮОИ Инсбрук      | U18     | —   | 2   | 3  | —   |
| 2012 | ЧМ Контиолахти   | U19     | 2   | 4   | 8  | 6   |
| 2013 | ЮЧМ Обертиллиах  | U19     | 18  | 5   | 2  | —   |
| 2014 | ЮЧМ Преск-Айл    | U21     | 13  | 2   | 1  | 5   |
| 2015 | ЮЧМ Раубичи      | U22     | 3   | 2   | 2  | -   |

## Универсиады
В январе 2015 года на 27-й Зимней Универсиаде 2015 в словацком городке Осрблье она завоевала серебряную медаль в смешанной эстафете.
В январе 2017 года Галина Вишневская была главной надеждой Казахстана на 28-й Зимней Универсиаде 2017, проходившей в Алматы. И оправдала все ожидания в состязаниях биатлонисток, выиграв две золотые медали в спринте на 7,5 км и масс-старте на 12,5 км, а также две серебряные медали в индивидуальной гонке на 15 км и смешанной эстафете. Она лидировала также и в гонке преследования на 10 км, но перепутала огневые позиции «стрельба стоя» и «стрельба лёжа» и была дисквалифицирована.

## Зимние Азиады
В феврале 2017 года Галина Вишневская на Зимних Азиатских играх в Саппоро выиграла все четыре золотые медали биатлонной программы: в спринте на 7,5 км, гонке преследования на 10 км, смешанной эстафете и в масс-старте на 12,5 км.

## Кубок мира
Дебютировала в Кубке мира 9 декабря 2011 года в Хохфильцене в спринтерской гонке, по результатам которой заняла 83 место.
14 декабря 2013 года в Анси в спринте финишировала 36-й и набрала первые очки на Кубке Мира.
В сезоне 2016/2017 на этапе Кубка мира в Оберхофе в масс-старте Вишневская финишировала четвёртой. 26 ноября 2017 года заняла третье место в одиночной смешанной эстафете на этапе Кубка мира в Эстерсунде (в паре с Максимом Брауном).

## Результаты выступлений на Кубке мира
| 2019/2020 Итоги | 2019/2020 Итоги | Эстерсунд | Эстерсунд | Эстерсунд | Эстерсунд | Эстерсунд | Хохфильцен | Хохфильцен | Хохфильцен | Анси | Анси | Анси | Оберхоф | Оберхоф | Оберхоф | Рупольдинг | Рупольдинг | Рупольдинг | Поклюка | Поклюка | Поклюка | Поклюка | ЧМ Антхольц | ЧМ Антхольц | ЧМ Антхольц | ЧМ Антхольц | ЧМ Антхольц | ЧМ Антхольц | ЧМ Антхольц | Нове-Место | Нове-Место | Нове-Место | Контиолахти | Контиолахти | Контиолахти | Контиолахти | Холменколлен | Холменколлен | Холменколлен |
| Очков           | Место           | Сусм      | См        | Спр       | Инд       | Эст       | Спр        | Эст        | Пр         | Спр  | Пр   | МС   | Спр     | Эст     | МС      | Спр        | Эст        | Пр         | Инд     | Сусм    | См      | МС      | См          | Спр         | Пр          | Инд         | Сусм        | Эст         | МС          | Спр        | Эст        | МС         | Спр         | Пр          | Сусм        | См          | Спр          | Пр           | МС           |
| 32              | 71              | 14        | —         | 55        | 86        | 19        | 78         | 16         | —          | 75   | —    | —    | 93      | 19      | —       | 62         | 17         | —          | 74      | —       | 20      | —       | 22          | 66          | —           | 9           | 22          | 18          | —           | 45         | 17         | —          | 48          | 41          | отм         | отм         | отм          | отм          | отм          |

| 2018/19 Итоги | 2018/19 Итоги | Поклюка | Поклюка | Поклюка | Поклюка | Поклюка | Хохфильцен | Хохфильцен | Хохфильцен | Нове-Место | Нове-Место | Нове-Место | Оберхоф | Оберхоф | Оберхоф | Рупольдинг | Рупольдинг | Рупольдинг | Антхольц | Антхольц | Антхольц | Канмор | Канмор | Канмор | Солт-Лейк-Сити | Солт-Лейк-Сити | Солт-Лейк-Сити | Солт-Лейк-Сити | ЧМ Эстерсунд | ЧМ Эстерсунд | ЧМ Эстерсунд | ЧМ Эстерсунд | ЧМ Эстерсунд | ЧМ Эстерсунд | ЧМ Эстерсунд | Холменколлен | Холменколлен | Холменколлен |
| Очков         | Место         | Сусм    | См      | Инд     | Спр     | Пр      | Спр        | Пр         | Эст        | Спр        | Пр         | МС         | Спр     | Пр      | Эст     | Спр        | Эст        | МС         | Спр      | Пр       | МС       | Инд    | Эст    | Спр    | Спр            | Пр             | Сусм           | См             | См           | Спр          | Пр           | Инд          | Сусм         | Эст          | МС           | Спр          | Пр           | МС           |
| 0             | —             | —       | —       | —       | —       | —       | —          | —          | —          | —          | —          | —          | —       | —       | —       | —          | —          | —          | —        | —        | —        | —      | —      | отм    | —              | —              | —              | —              | —            | 68           | —            | 44           | 18           | 18           | —            | 64           | —            | —            |

| 2017/18 Итоги | 2017/18 Итоги | Эстерсунд | Эстерсунд | Эстерсунд | Эстерсунд | Эстерсунд | Хохфильцен | Хохфильцен | Хохфильцен | Анси | Анси | Анси | Оберхоф | Оберхоф | Оберхоф | Рупольдинг | Рупольдинг | Рупольдинг | Антхольц | Антхольц | Антхольц | ОИ Пхёнчхан (*) | ОИ Пхёнчхан (*) | ОИ Пхёнчхан (*) | ОИ Пхёнчхан (*) | ОИ Пхёнчхан (*) | ОИ Пхёнчхан (*) | Контиолахти | Контиолахти | Контиолахти | Контиолахти | Холменколлен | Холменколлен | Холменколлен | Тюмень | Тюмень | Тюмень |
| Очков         | Место         | Сусм      | См        | Инд       | Спр       | Пр        | Спр        | Пр         | Эст        | Спр  | Пр   | МС   | Спр     | Пр      | Эст     | Инд        | Эст        | МС         | Спр      | Пр       | МС       | Спр             | Пр              | Инд             | МС              | См              | Эст             | Спр         | Сусм        | См          | МС          | Спр          | Эст          | Пр           | Спр    | Пр     | МС     |
| 258           | 30            | 3         | —         | 20        | 13        | 10        | 44         | 26         | 11         | —    | —    | —    | 70      | 20      | —       | 58         | 14         | —          | 14       | 6        | 23       | 30              | 20              | 45              | —               | 18              | 14              | 25          | 9           | —           | 29          | 31           | 17           | 40           | 26     | 17     | 25     |

| 2016/17 Итоги | 2016/17 Итоги | Эстерсунд | Эстерсунд | Эстерсунд | Эстерсунд | Эстерсунд | Поклюка | Поклюка | Поклюка | Нове-Место | Нове-Место | Нове-Место | Оберхоф | Оберхоф | Оберхоф | Рупольдинг | Рупольдинг | Рупольдинг | Антхольц | Антхольц | Антхольц | ЧМ Хохфильцен | ЧМ Хохфильцен | ЧМ Хохфильцен | ЧМ Хохфильцен | ЧМ Хохфильцен | ЧМ Хохфильцен | Пхёнчхан | Пхёнчхан | Пхёнчхан | Контиолахти | Контиолахти | Контиолахти | Контиолахти | Холменколлен | Холменколлен | Холменколлен |
| Очков         | Место         | См        | Сусм      | Инд       | Спр       | Пр        | Спр     | Пр      | Эст     | Спр        | Пр         | МС         | Спр     | Пр      | МС      | Эст        | Спр        | Пр         | Инд      | МС       | Эст      | См            | Спр           | Пр            | Инд           | Эст           | МС            | Спр      | Пр       | Эст      | Спр         | Пр          | Сусм        | См          | Спр          | Пр           | МС           |
| 433           | 20            | —         | 5         | 38        | 9         | 17        | 24      | 12      | 14      | 41         | 20         | 22         | 37      | 10      | 4       | 11         | 8          | 11         | 50       | 13       | 14       | —             | 86            | —             | 21            | 12            | —             | 43       | 31       | 9        | 22          | 22          | 5           | —           | 28           | 13           | 26           |

| 2015/2016 Итоги | 2015/2016 Итоги | Эстерсунд | Эстерсунд | Эстерсунд | Эстерсунд | Эстерсунд | Хохфильцен | Хохфильцен | Хохфильцен | Поклюка | Поклюка | Поклюка | Рупольдинг | Рупольдинг | Рупольдинг | Рупольдинг | Рупольдинг | Рупольдинг | Антхольц | Антхольц | Антхольц | Канмор | Канмор | Канмор | Канмор | Преск-Айл | Преск-Айл | Преск-Айл | ЧМ Холменколлен | ЧМ Холменколлен | ЧМ Холменколлен | ЧМ Холменколлен | ЧМ Холменколлен | ЧМ Холменколлен | Ханты-Мансийск | Ханты-Мансийск | Ханты-Мансийск |
| Очков           | Место           | Сусм      | См        | Инд       | Спр       | Пр        | Спр        | Пр         | Эст        | Спр     | Пр      | МС      | Спр        | Пр         | МС         | Инд        | Эст        | МС         | Спр      | Пр       | Эст      | Спр    | МС     | Сусм   | См     | Спр       | Пр        | Эст       | См              | Спр             | Пр              | Инд             | Эст             | МС              | Спр            | Пр             | МС             |
| 158             | 41              | 16        | —         | 34        | 42        | 55        | 77         | —          | 14         | 102     | —       | —       | —          | —          | —          | 15         | 12         | 26         | 59       | 50       | 8        | —      | —      | 11     | —      | 18        | 22        | 11        | 15              | 24              | 25              | 24              | 8               | 22              | 34             | DNS            | отм            |

| 2014/2015 Итоги | 2014/2015 Итоги | Эстерсунд | Эстерсунд | Эстерсунд | Эстерсунд | Хохфильцен | Хохфильцен | Хохфильцен | Поклюка | Поклюка | Поклюка | Оберхоф | Оберхоф | Оберхоф | Рупольдинг | Рупольдинг | Рупольдинг | Антхольц | Антхольц | Антхольц | Нове-Место | Нове-Место | Нове-Место | Нове-Место | Холменколлен | Холменколлен | Холменколлен | ЧМ Контиолахти | ЧМ Контиолахти | ЧМ Контиолахти | ЧМ Контиолахти | ЧМ Контиолахти | ЧМ Контиолахти | Ханты-Мансийск | Ханты-Мансийск | Ханты-Мансийск |
| Очков           | Место           | См        | Инд       | Спр       | Пр        | Спр        | Эст        | Пр         | Спр     | Пр      | МС      | Эст     | Спр     | МС      | Эст        | Спр        | МС         | Спр      | Пр       | Эст      | Сусм       | См         | Спр        | Пр         | Инд          | Спр          | Эст          | См             | Спр            | Пр             | Инд            | Эст            | МС             | Спр            | Пр             | МС             |
| 1               | 96              | 14        | 44        | 43        | 40        | 61         | 13         | —          | 58      | 53      | —       | 11      | 70      | —       | 18         | —          | —          | —        | —        | —        | —          | —          | —          | —          | —            | —            | —            | —              | —              | —              | —              | —              | —              | —              | —              | —              |

| 2013/2014 Итоги | 2013/2014 Итоги | Эстерсунд | Эстерсунд | Эстерсунд | Эстерсунд | Хохфильцен | Хохфильцен | Хохфильцен | Анси | Анси | Анси | Оберхоф | Оберхоф | Оберхоф | Рупольдинг | Рупольдинг | Рупольдинг | Антхольц | Антхольц | Антхольц | ОИ Сочи (*) | ОИ Сочи (*) | ОИ Сочи (*) | ОИ Сочи (*) | ОИ Сочи (*) | ОИ Сочи (*) | Поклюка | Поклюка | Поклюка | Контиолахти | Контиолахти | Контиолахти | Холменколлен | Холменколлен | Холменколлен |
| Очков           | Место           | См        | Инд       | Спр       | Пр        | Спр        | Эст        | Пр         | Эст  | Спр  | Пр   | Спр     | Пр      | МС      | Эст        | Инд        | Пр         | Спр      | Пр       | Эст      | Спр         | Пр          | Инд         | МС          | См          | Эст         | Спр     | Пр      | МС      | Спр         | Спр         | Пр          | Спр          | Пр           | МС           |
| 16              | 86              | —         | —         | —         | отм       | 92         | 18         | —          | 20   | 36   | 39   | —       | —       | —       | 14         | 32         | 50         | 46       | DNF      | отм      | 64          | —           | 41          | —           | —           | 12          | —       | —       | —       | —           | —           | —           | —            | —            | —            |

| 2012/2013 Итоги | 2012/2013 Итоги | Эстерсунд | Эстерсунд | Эстерсунд | Эстерсунд | Хохфильцен | Хохфильцен | Хохфильцен | Поклюка | Поклюка | Поклюка | Оберхоф | Оберхоф | Оберхоф | Рупольдинг | Рупольдинг | Рупольдинг | Антхольц | Антхольц | Антхольц | ЧМ Нове-Место | ЧМ Нове-Место | ЧМ Нове-Место | ЧМ Нове-Место | ЧМ Нове-Место | ЧМ Нове-Место | Холменколлен | Холменколлен | Холменколлен | Сочи | Сочи | Сочи | Ханты-Мансийск | Ханты-Мансийск | Ханты-Мансийск |
| Очков           | Место           | См        | Инд       | Спр       | Пр        | Спр        | Пр         | Эст        | Спр     | Пр      | МС      | Эст     | Спр     | Пр      | Эст        | Спр        | МС         | Спр      | Пр       | Эст      | См            | Спр           | Пр            | Инд           | Эст           | МС            | Спр          | Пр           | МС           | Инд  | Спр  | Эст  | Спр            | Пр             | МС             |
| 0               | —               | —         | —         | —         | —         | —          | —          | 14         | —       | —       | —       | —       | —       | —       | —          | —          | —          | —        | —        | —        | —             | —             | —             | —             | —             | —             | —            | —            | —            | 43   | 78   | 12   | —              | —              | —              |

| 2011/2012 Итоги | 2011/2012 Итоги | Эстерсунд | Эстерсунд | Эстерсунд | Хохфильцен | Хохфильцен | Хохфильцен | Хохфильцен | Хохфильцен | Хохфильцен | Оберхоф | Оберхоф | Оберхоф | Нове-Место | Нове-Место | Нове-Место | Антхольц | Антхольц | Антхольц | Холменколлен | Холменколлен | Холменколлен | Контиолахти | Контиолахти | Контиолахти | ЧМ Рупольдинг | ЧМ Рупольдинг | ЧМ Рупольдинг | ЧМ Рупольдинг | ЧМ Рупольдинг | ЧМ Рупольдинг | Ханты-Мансийск | Ханты-Мансийск | Ханты-Мансийск |
| Очков           | Место           | Инд       | Спр       | Пр        | Спр        | Пр         | Эст        | Спр        | Пр         | См         | Эст     | Спр     | МС      | Инд        | Спр        | Пр         | Спр      | Эст      | МС       | Спр          | Пр           | МС           | См          | Спр         | Пр          | См            | Спр           | Пр            | Инд           | Эст           | МС            | Спр            | Пр             | МС             |
| 0               | —               | —         | —         | —         | 82         | —          | 18         | —          | —          | —          | —       | —       | —       | —          | —          | —          | —        | —        | —        | —            | —            | —            | —           | —           | —           | —             | —             | —             | —             | —             | —             | —              | —              | —              |